# Launaeenion cervicornis
Launaeenion cervicornis, en fitosociologia, és subaliança descrita per Oriol de Bolòs i Jordi Vigo l'any 1984 pertanyent a l'aliança Crithmo-Limonion (abans Crithmo-Staticion). Té com a associació tipus la comunitat de Launaeetum cervicornis.
És una subaliança endèmica de les Illes Balears, rica especialment a les Gimnèsies, i molt en particular, a Menorca. Conté dues associacions:
- Limonietum caprariensis
- Launaeetum cervicornis